# Bukolion (Sohn des Laomedon)
Bukolion (altgriechisch Βουκολίων Boukolíōn) ist eine Gestalt der griechischen Mythologie.
Bukolion ist ein unehelicher Sohn des trojanischen Königs Laomedon und der Nymphe Kalybe. Er war der Geliebte der Najade Abarbaree, die mit ihm die Zwillingssöhne Aisepos und Pedasos hatte. Beide Söhne fielen im Trojanischen Krieg.